# 桑吉特·维杰苏里亚
桑吉特·维杰苏里亚（1984年12月1日 -  ）是一名斯里兰卡举重运动员，身高1.60米，曾获以221千克的成绩获广州亚运会男子56公斤级举重第十三名。